# Muro della memoria dei caduti per l'Ucraina

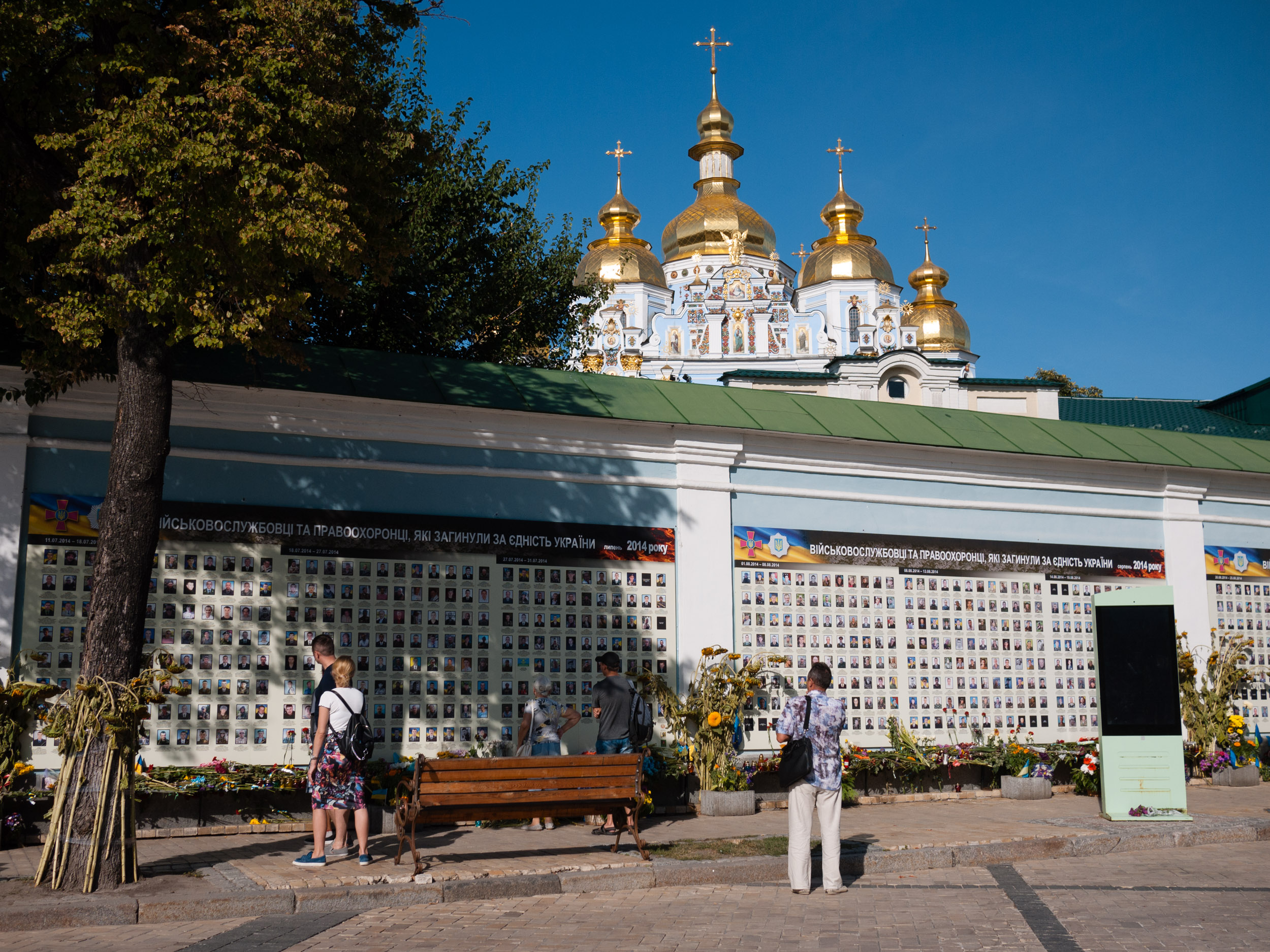
Muro della memoria. 29 agosto 2019.

Il muro della memoria dei caduti per l'Ucraina (in ucraino Стіна пам'яті загиблих за Україну?, Stina pam"jati zahyblych za Ukraïnu) è il muro del monastero dalle cupole dorate di San Michele lungo la Tr'ochsvjatytel's'ka vulycja vicino a piazza San Michele, Kiev.
È stato realizzato come lavoro congiunto della Chiesa ortodossa ucraina del Patriarcato di Kiev, del Museo nazionale di storia militare dell'Ucraina, del comitato editoriale del libro "Memoria dei caduti per l'Ucraina" e della società storica e culturale "Amuleto del tempo". Nel 2020 è stato rinnovato il Muro della Memoria. Sono state aggiunte 4500 nuove foto.

## Storia

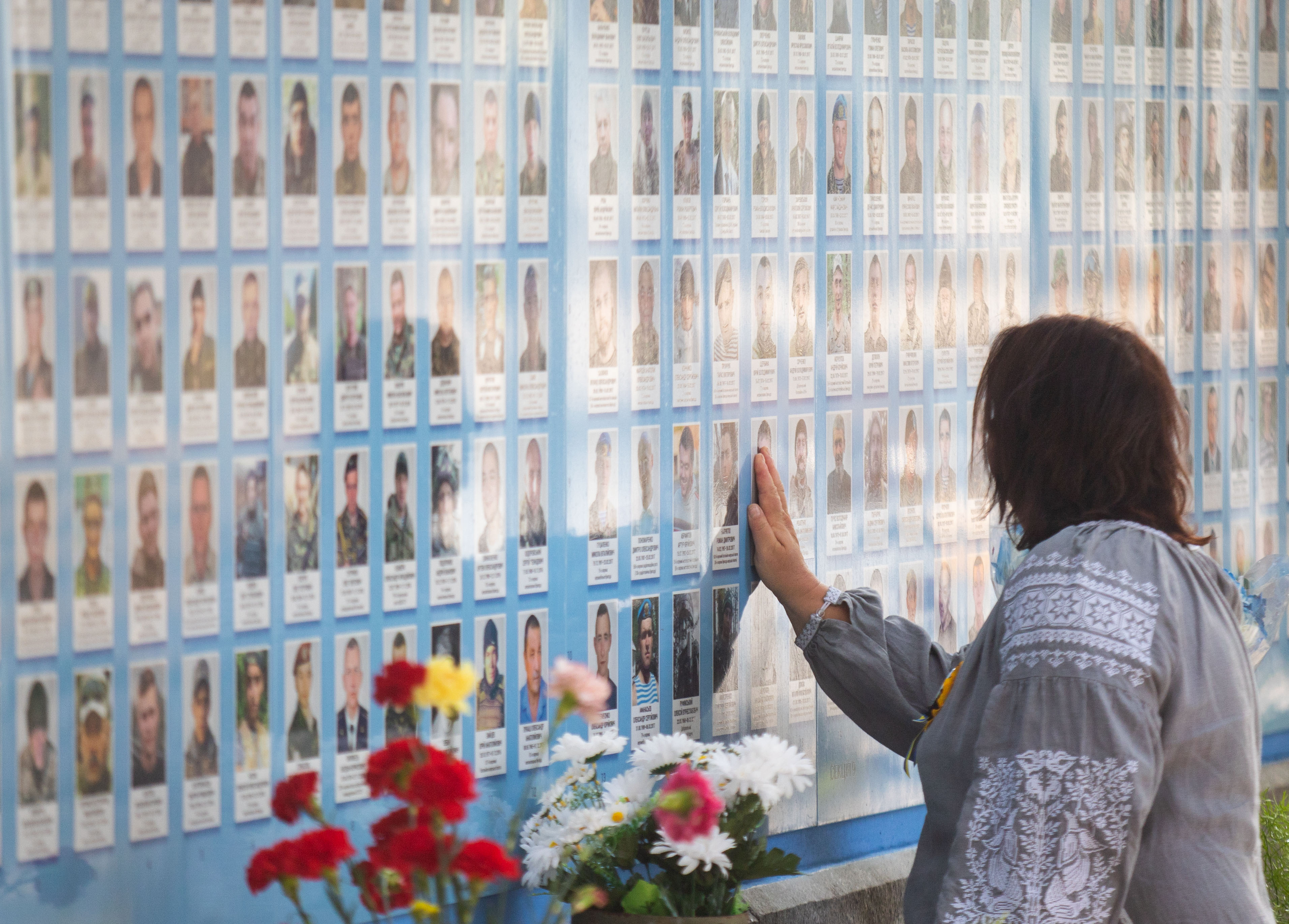

Il 20 agosto 2020, il capo dell'OCU (in ucraino: ПЦУ), il metropolita Epifanio, ha consacrato le tribune rinnovate del Muro della memoria, che ospitava quasi 4500 nuove fotografie.

## Gli eventi legati al muro
Non lontano dal muro, durante la guerra, era forte la tradizione di commemorare i caduti nell'anniversario dei più feroci combattimenti. In particolare, ogni anno alla fine di agosto, nell'anniversario dell'uscita dei militari e dei volontari ucraini dalla caldaia d'Ilovajs'k.